# Last Dance巡迴演唱會
「Last Dance」巡迴演唱會（英語：Last Dance Tour）是韓國男子音樂組合BIGBANG在2017年年末於日本四大巨蛋及首爾舉辦的巡迴演唱會，首場演唱會將在2017年11月18日的福岡巨蛋演出並拉開巡演帷幕，最終場次以2017年12月31日的韓國首爾高尺天空巨蛋場次畫下句點。這次的巡演將有14場通過日本四座城市舉行，預計將會有646,000名觀眾出席日本的巡演，而最終的2場則在韓國首爾舉辦，總計在5座城市共舉行16場的演出。至此，BIGBANG再次打破了自身紀錄，他們成為第一個連續5年在日本巨蛋舉辦巡迴演唱會的外國歌手，而這次的巡演T.O.P因現階段正在韓國服兵役的關係，將不會出演。

## 背景

最終首爾場次宣傳海報。

2017年8月8日，所屬日本唱片公司YGEX通過官方網站宣佈BIGBANG的四名成員將於年底舉辦日本巨蛋巡演「BIGBANG Japan Dome Tour 2017 -Last Dance-」，除卻T.O.P外，其餘四名成員太陽、G-Dragon、大聲及勝利都將參與，以11月18日、19日的福岡巨蛋為起點，先後經過大阪京瓷巨蛋、名古屋巨蛋、東京巨蛋，最後收官於大阪京瓷巨蛋，總計14場演出，將動員646,000名歌迷進場觀賞，而自2012年11月23日在日本首次舉辦演唱會開始，至2016年12月29日舉行的出道十週年「0.TO.10」的紀念巡演最終演唱會，期間有超過350萬名觀眾都曾進場觀看過BIGBANG的日本演唱會，通過這次的巡演，為BIGBANG歷年在日本舉辦的巨蛋巡演共動員的觀眾人次提升至4,205,500人次。
2017年10月19日，YG娛樂無預警在下午通過官方網站宣佈BIGBANG將在首爾舉辦演唱會的消息。據官方公開的告示中，BIGBANG以2016年12月發表的歌曲名稱同名的標題「BIGBANG 2017 Concert『Last Dance』in Seoul」會在年底12月30日及31日兩天於首爾高尺天空巨蛋舉行。同日YGEX也正式開設網站宣布，BIGBANG確定將於12月13日以「BIGBANG Japan Dome Tour 2017 -Last Dance- Live Viewing」為主題，於日本國內各大電影院全程同步直播12月13日的東京巨蛋演唱會。而在日本官方網站釋出的公告中也提到，演唱會預定由G-Dragon、太陽、大聲及勝利四名成員出席。
最終首爾場次的宣傳海報於2017年10月31日上午公開，據當天官方發佈的告示中，第一輪售票將在11月16日下午8時通過Auction開啟預售，而在終場的演唱會上，G-Dragon、太陽、大聲、勝利也將表演個人舞臺，並利用頂級的影像技術和燈光設備，給觀眾帶來華麗的演出。

## 演唱歌單

### 日本
1. Hands Up
2. Sober（英语：Sober (Big Bang song)）
3. We Like 2 Party
4. Fxxk It
5. Loser（英语：Loser (Big Bang song)）
6. Bad Boy（英语：Bad Boy (Big Bang song)）
7. Wake Me Up（太陽）
8. Darling（英语：Darling (Taeyang song)）（太陽）
9. Superstar（G-Dragon）
10. 無題（G-Dragon）
11. D-Day（大聲）
12. あ・ぜ・ちょ！（Azechou; Oh Why!）（大聲）
13. Come To My（勝利）
14. I Know（勝利）
15. Look at Me Gwisoon（大聲與勝利）
16. Good Boy（英语：Good Boy (song)）（GD X Taeyang）
17. If You（英语：If You (song)）
18. 一天一天（英语：Day by Day）
19. Fantastic Baby（英语：Fantastic Baby）
20. Bang Bang Bang（英语：Bang Bang Bang (Big Bang song)）

安可舞臺：
1. My Heaven
2. 讓我聽你的聲音
3. Feeling
4. Bae Bae（英语：Bae Bae）
5. Last Dance

## 巡演時間表
| 日期           | 城市   | 國家/地區 | 演出場地     | 上座數  |
| -------------- | ------ | --------- | ------------ | ------- |
| 2017年11月18日 | 福岡   | 日本      | 福岡巨蛋     | 100,000 |
| 2017年11月19日 | 福岡   | 日本      | 福岡巨蛋     | 100,000 |
| 2017年11月23日 | 大阪   | 日本      | 大阪京瓷巨蛋 |         |
| 2017年11月24日 | 大阪   | 日本      | 大阪京瓷巨蛋 |         |
| 2017年11月25日 | 大阪   | 日本      | 大阪京瓷巨蛋 |         |
| 2017年12月2日  | 名古屋 | 日本      | 名古屋巨蛋   |         |
| 2017年12月3日  | 名古屋 | 日本      | 名古屋巨蛋   |         |
| 2017年12月6日  | 東京   | 日本      | 東京巨蛋     | 165,000 |
| 2017年12月7日  | 東京   | 日本      | 東京巨蛋     | 165,000 |
| 2017年12月13日 | 東京   | 日本      | 東京巨蛋     | 165,000 |
| 2017年12月21日 | 大阪   | 日本      | 大阪京瓷巨蛋 | 200,000 |
| 2017年12月22日 | 大阪   | 日本      | 大阪京瓷巨蛋 | 200,000 |
| 2017年12月23日 | 大阪   | 日本      | 大阪京瓷巨蛋 | 200,000 |
| 2017年12月24日 | 大阪   | 日本      | 大阪京瓷巨蛋 | 200,000 |
| 2017年12月30日 | 首爾   |           | 高尺天空巨蛋 | 70,000  |
| 2017年12月31日 | 首爾   |           | 高尺天空巨蛋 | 70,000  |
| 總計           | 總計   | 總計      | 總計         | 756,000 |

## 人員列表
| 演出成員 - BIGBANG（G-Dragon、太陽、大聲、勝利） 主辦單位 - 愛貝克思集團 - YG娛樂 執行製作人 - 梁鉉錫（YG娛樂） - Max Matsuura（愛貝克思集團） 一般製作人 - Katsumi Kuroiwa（愛貝克思集團） | - 音樂總監/電子琴樂手 1：Gil Smith II - AMD/Bass手：Omar Dominick - 電子琴樂手 2：Dante Jackson - 吉他手：Justin Lyons - 鼓手：Bennie Rodgers II - Pro Tools程式員：Adrian "AP" Porter - HI-TECH：Heeyun Kim, Jung Heon Park, Young Sang Lee Sung Min Cho, Han Sol Lee, Byoung Gon Jung, Woo Ryun Jung, Young Deuk Kwon, Young Don Kwon - CRAZY：Jung Hee Kim, Ah Yeon Won, Eun Young Park, Min Jung Kim, Hee Yun Kim, Sae Bom Choi, Jung In Bae, Hye Jin Choi, Hyo Jung Bae, Ji Won Lee, Jae Hee Ryu, Ji Young Yoo |

## 外部連結
- 韓國官方網站 
- 日本官方網站 （日語）